# شهرام رستمی
شهرام رستمی (زاده ۱۸ خرداد ۱۳۲۷ اهر) خلبان تک‌خال جنگنده اف-۱۴ تام‌کت نیروی هوایی ارتش جمهوری اسلامی ایران است. او در طول جنگ ایران و عراق چندین هواپیمای عراقی را سرنگون نموده که شامل یک فروند میگ-۲۱، سه فروند داسو میراژ اف۱ و یک فروند میگ-۲۵ می‌باشد.
وی سمت جانشین ستاد مشترک ارتش و بعد از آن  ریاست ستاد مشترک ارتش و جانشین فرماندهی نیروی هوایی ارتش را در کارنامه خود دارد.
همچنین ایشان مدتی نیز ( بعد از جانشین نهاجا) مسئولیت دانشکدهٔ افسری و  سپس دانشگاه فرماندهی و ستاد (دافوس ) را بر عهده داشت
وی جزو دومین دسته از خلبانان نیروی هوایی شاهنشاهی ایران بود که به پایگاه هوایی نیروی دریایی اوشینا در ایالت ویرجینیا اعزام شده بود.

## پیروزی‌های هوایی
پیروزی‌های قطعی رستمی عبارتند از:
| # | تاریخ      | یگان         | سلاح   | هدف       |
| - | ---------- | ------------ | ------ | --------- |
| ۱ | ۱۹۸۱-۱۰-۲۲ | 82 TFS/TFB ۷ | ایم-۵۴ | میراژ اف۱ |
| ۲ | ۱۹۸۱-۱۰-۲۲ | 82 TFS/TFB ۷ | ایم-۵۴ | میراژ اف۱ |
| ۳ | ۱۹۸۱-۱۰-۲۲ | 82 TFS/TFB ۷ | ایم-۵۴ | میراژ اف۱ |
| ۴ | ۱۹۸۱-۱۰-۲۲ | 82 TFS/TFB ۷ | ایم-۷  | میگ-۲۱    |
| ۵ | ۱۹۸۲-۰۹-۱۶ | TFB ۸        | ایم-۵۴ | میگ-۲۵    |
| ۶ | ۱۹۸۲-۱۲-۰۱ | TFB ۸        | ایم-۵۴ | میگ-۲۵    |